# Simfonia núm. 16 (Mozart)

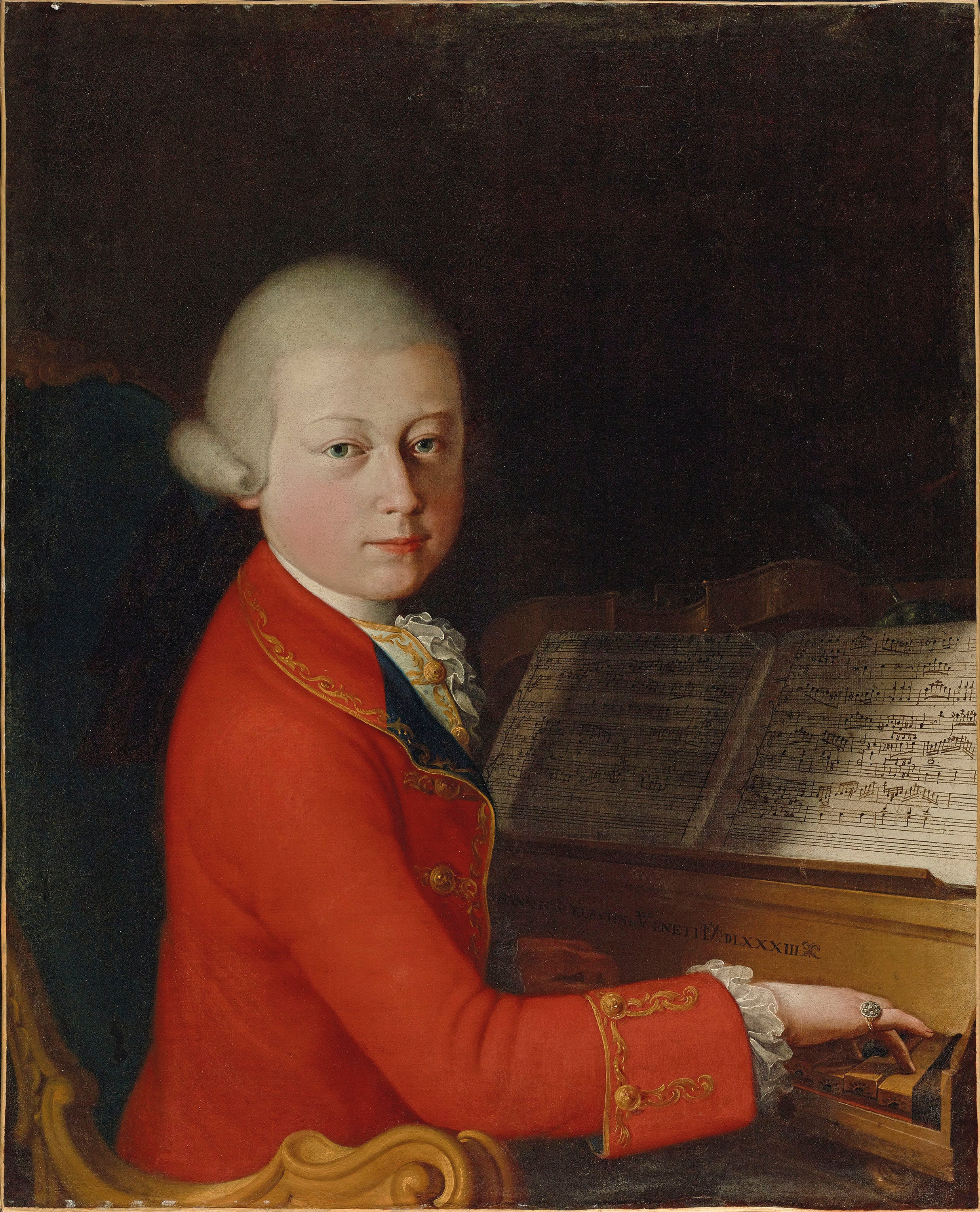
Retrat de Wolfgang Amadeus Mozart als 13 anys, autor de la simfonia.

La Simfonia núm. 16 en do major, K. 128, és una composició de Wolfgang Amadeus Mozart acabada el maig de 1772. Fou la primera de les tres simfonies compostes en aquesta època, amb setze anys. És una de les obres que va compondre a Salzburg després d'arribar del viatge d'Itàlia i abans de tornar a marxar. L'autògraf de la partitura es conserva en la Staatsbibliothek Preußischer Kulturbesitz de Berlín.
La simfonia té la instrumentació bàsica de dos oboès, dues trompes i corda. L'obra s'estructura segons l'esquema italià clàssic de la simfonia amb tres moviments:
1. Allegro maestoso, en compàs 3/4.
2. Andante grazioso, en compàs 2/4.
3. Allegro, en compàs 6/8.

El primer moviment, en forma sonata, tot i tenir el compàs 3/4, a causa de la presència de tresets sembla un 9/8. Tanmateix, d'acord entra la segona part de l'exposició es mostra que el veritable compàs del moviment és 3/4. El desenvolupament és breu, però amb denses modulacions.
Els oboès i les trompes desapareixen en el segon moviment, també escrit en forma sonata, en el qual només intervenen els instruments de corda. Els instruments de vent es reincorporen, però, en el tercer moviment –en do major–, que és una alegre dansa composta en una forma de rondó alterada, amb una coda final.